# Romblon (île)
Pour les articles homonymes, voir Romblon.
Romblon est une île de la mer des Philippines, située plus localement en mer de Sibuyan, et une municipalité des Philippines. Il y avait 37 544 habitants en 2007. Elle est située dans la province de Romblon.
Sa capitale est la ville de Romblon.
Elle est réputée pour son marbre de qualité. C'est une très belle île et avec peu de touriste. Vous pouvez y trouver de beau site de plongée.

## Barangayes
L'île forme une municipalité unique divisée en 31 barangay :
- Agbaluto
- Agpanabat
- Agbudia
- Agnaga
- Agnay
- Agnipa
- Agtongo
- Alad
- Bagacay
- Cajimos
- Calabogo
- Capaclan
- Ginablan
- Guimpingan
- Ilauran
- Lamao
- Li-o
- Logbon
- Lunas
- Lonos
- Macalas
- Mapula
- Cobrador (Naguso)
- Palje
- Barangay I (Romblon)
- Barangay II (Romblon)
- Barangay III (Romblon)
- Barangay IV (Romblon)
- Sablayan
- Sawang
- Tambac